# Analeurops
Analeurops är ett släkte av skalbaggar. Analeurops ingår i familjen vivlar.
Kladogram enligt Catalogue of Life:
| Analeurops | \| \| Analeurops cinereus \| \| \| \| \| \| Analeurops cuthbertsoni \| \| \| \| |
|            | \| \| Analeurops cinereus \| \| \| \| \| \| Analeurops cuthbertsoni \| \| \| \| |
|            | Analeurops cinereus                                                             |
|            |                                                                                 |
|            | Analeurops cuthbertsoni                                                         |
|            |                                                                                 |